# 姜帆
姜 帆（きょう ほ、チャン・ファン、Jiang Fan、1990年3月18日 - ）は、中華人民共和国山東省萊陽市出身の女子自転車競技選手。

## 来歴
2010年
- 第30回アジア自転車競技選手権大会
  - 団体追抜 優勝
  - 個人追抜 優勝
- アジア競技大会
  - アジア競技大会・個人追抜 優勝
  - アジア競技大会・個人タイムトライアル 2位

2011年
- 第31回アジア自転車競技選手権大会
  - 団体追抜 優勝

2012年
- 第32回アジア自転車競技選手権大会
  - 団体追抜 優勝